# Johan Kirchhoff
Johan Kirchhoff, född, 27 mars 1722 i Weissenfels, död 24 februari 1799 var en dansk harpvirtuos av tysk härkomst.
Efter att ha varit anställd vid hovet i Weimar kom Kirchhoff till Danmark 1758 där han blev kammarmusikus 1760. Han var anställd i Det Kongelige Kapel 1772-1786 Kirchhoff turnerade även i England, Norge och Sverige där han framträdde i Stockholm 1780.
Han invaldes som utländsk ledamot nummer 8 i Kungliga Musikaliska Akademien den 29 november 1780.